# Charlotte Aïssé
Charlotte-Élisabeth Aïcha  (Cáucaso, 1693 - París, 13 de marzo de 1733) fue una escritora francesa conocida sobre todo por su correspondencia con Madame Calandrini publicada en 1787.

## Biografía
Era hija de un militar cherqueso y con cuatro años el conde de Ferriol, embajador de Constantinopla la llevó a París, donde fue muy célebre por su belleza y sus aventuras. 

El palacio de su padre fue saqueado por los turcos. Cuando Charlotte Elisabeth tenía cuatro años fue vendida al conde Charles de Ferriol, embajador de Francia en Constantinopla. Fue criada en París por la cuñada de Ferriol con sus propios hijos, d'Argental y Pont de Veyle. Su gran belleza y su romántica historia la hicieron ponerse de moda, y atrajo la atención del regente, Felipe II, duque de Orleáns. Ella rehusó sus ofertas. Formó un vínculo profundo y duradero con el Chevalier d'Aydie, con quien tuvo una hija. Charlotte murió en París . 
Las cartas a su amiga la señora Calandrini contienen mucha información interesante con respecto a las celebridades contemporáneas, especialmente en Mme. du Deffand y Mme. de Tencin, pero son sobre todo de interés la imagen que dan de ternura y la fidelidad de la escritora. Sus cartas fueron editadas por Voltaire (1787), por J. Ravenel, con un aviso de Sainte-Beuve (1846) y de Eugene Asse (1873). Mademoseille Aïsse ha sido protagonista de tres obras: A. de Lavergne y P. Woucher (1854), por Louis Bouilhet (1872) y por Dejoux (1898).

### Obras
Les Lettres de Mlle Aissé Las Cartas de la señorita Aissé fueron publicadas en 1787 con notas de Voltaire, y en 1846 por Sainte-Beuve y Jules Ravenel.
Fueron reeditadas en 1943 por Éd. Stock en la colección "À la promenade" dirigida por Marcel Arland. Esta edición contiene un estudio de Sainte-Beuve sobre Aïssé.

## Reconocimientos
La historia de Aïssé y el Conde de Ferriol inspiró la Histoire d'une Grecque moderne (Historia de una griega moderna) del abate Prévost. También fue objeto de tres obras de teatro, La Circassienne de Alexandre de Lavergne (1854), de Louis Bouilhet (1872) y de Dejoux (1898).